# والتر كيلر
والتر كيلر هو لاعب هوكي الجليد سويسري، ولد في 26 أكتوبر 1933 في سويسرا.

## وصلات خارجية
- والتر كيلر على موقع EliteProspects.com (الإنجليزية)
- والتر كيلر على موقع أوليمبيديا (الإنجليزية)